# معان
معان هي مدينة في جنوب الأردن على بعد 218 كيلومترًا (135 ميلًا) جنوب غرب العاصمة عمان على الأطراف الغربية للهضبة الصحراوية الممتدة من شبه الجزيرة العربية حتى بادية الشام وهي مركز محافظة معان. كان قد بلغ عدد سكانها عام 2015 ما يقارب حوالي 41،055 نسمة. ظهرت حضارات تحمل اسم معان على الأقل منذ العصر النبطي، ببينما تقع المدينة الحديثة شمال غرب المدينة القديمة. تُعد المدينة مركزًا مهمًا للنقل وتقع على الطريق الملوكي القديم وأيضًا على الطريق الصحراوي.
المناخ
يسود معان مناخ صحراوي حيث ترتفع درجة الحرارة في الصيف إلى 35سْ وتنخفض في الشتاء إلى 15سْ. أما الأمطار فهي شتوية غير منتظمة حيث تصل في حدها الأعلى إلى 60 ملمترا. تتأثر المدينة صيفا برياح صحرواية جنوبية شرقية وشتاء برياح غربية وهي سبب تساقط الأمطار.

## التسمية
تذكر المصادر التاريخية أن معان ذكرت في التوراة بلفظ معون ومعين وماعون. هذا اللفظ (معين) يعني الماء الجاري ولفظ معان يعني المنزل. وهنالك بعض المعلومات تقول أن معان سُمّيت بهذا الاسم نسبة إلى الدولة المعينية التي ظهرت في جنوب الجزيرة العربية باليمن خلال عام (1200 ق.م) والتي بسطت نفوذها شمالاً واتخذت من مدينة معان مركزاً تجارياً وسياسياً. الرأي الأول القائل بأن معان سميت بهذا الاسم نسبة للماء الجاري صحيح لأننا نلمسه من كثرة الينابيع الجارية فيها ولأن أي تجمع سكني قديماً كان يقام حول المصادر المائية. الرأي الثاني القائل أن معان سميت بهذا الاسم كون معناها يعني المنزل قد يفسر على أن القوافل المرتحلة بين الجزيرة العربية والشام كانت تتوقف في معان للتزود بالماء والطعام ولتأخذ قسطاً من الراحة. الرأي الثالث القائل بأن أصل التسمية يعود إلى الدولة المعينية التي ظهرت في جنوب الجزيرة العربية مستبعد نوعا ما إذ أنه من الصعب الإقرار بذلك.

## تاريخ معان

### ما قبل الإسلام
لم يذكر التاريخ عن نشأة مدينة معان، وإنما تشير الدلائل إلى أن المدينة كانت موجوده قبل ظهور الدولة المعينية عام 1200 ق.م. ازدهرت معان في ذاك الوقت إذ أنها كانت تستقبل القوافل واحدة تلو الأخرى.
في عام 650 ق.م تحطمت الدولة المعينية على صخرة السبأيين حيث بدأت معان تفقد أهميتها شيئاً فشيئا وزاد ذلك سوءاً قضاء الحميريين على السبأيين عام 115 ق.م حيث اندثرت معان بعد أن حول الحميريين طريق تجارتهم للبحر ودخلت معان مرحلة التفكك والنسيان.
رغم الضياع الذي اكتنف مدينة معان إلا أنها تعود مع إطلالة الحكم الغساني الذي سجلت فيه معان تاريخاً مميزا حيثا أمر الحارث الثاني ملك الغساسنة بإعادة بناء معان وتعيين فروة النافري الجذامي أميراً لها.

### ما بعد الإسلام
أسلم فروة على يد الصحابي السائب بن العوام في عام 628 م. قررت الدولة الغسانية وبأمر من الروم صلب فروة إذا لم يرجع عن الإسلام حيث كانت الدولة الغسانية تابعة للروم. تلافياً لثورة أبناء معان تم صلب فروة في منطقة عفراء الواقعة اليوم بالقرب من الطفيلة حيث طلب من فروة الرجوع عن إسلامه مقابل إطلاق سراحه وزيادة الرقعة التي يحكمها. وأنشد قبل أن يضرب عنقه قائلا:
وصلت إلى معان طلائع الجيوش الإسلامية بقيادة زيد بن الحارث قائد الجيش الذي وجهه الرسول محمد بن عبد الله صلى الله عليه وسلم لغزوة مؤتة عندما تولى الأمويون الخلافة الإسلامية أمروا بإعادة بناء معان وتطورت معان في وقتهم تطورا كبيرا. وبقدوم الدولة العباسية للحكم ينقلب الحال وتعيش معان أسوأ حالة لها ويعود ذلك إلى الأسباب التالية:
- توجه العباسيين إلى الحميمة التي تقع إلى الغرب من معان وعلى بعد 57 كم واتخاذهم إياها مقرا لهم.

• تعطيل الطريق التجاري الذي كان يمر بمعان والمنطلق من الجزيرة العربية للشام واستبداله بطريق آخر ينطلق من بغداد للجزيرة مباشرة.
• كون معان محببة للأمويين.
عند قدوم العثمانيين وبعد أن بسطوا نفوذهم على بلاد الشام نالت شيئا من الاهتمام وذلك لعدة أسباب منها وقوع معان على الطريق المؤدي إلى مكة المكرمة مما دفع العثمانيين إلى القيام بالأعمال التالية:
• نقل مركز المحافظة من الكرك إلى معان.
• جعل الخط الحجازي يمر في معان.
• تنظيم الزراعة وشق الطرق وحفر الآبار الارتوازية.
كانت مدينة معان هي البلدة الوحيدة في الإمبراطورية العثمانية يحكمها أهلها
في عام 1925 م، أصدر علي بن الحسين ملك الحجاز قرارا بضم معان لشرق الأردن. واتخذ الأمير عبد الله بن الحسين معان عاصمة للأردن.

## الجغرافيا والمناخ

### المناخ
| البيانات المناخية لـمعان، الأردن (المعدلات الطبيعية 1961-1990، والظروف المتطرفة 1923-1993) | البيانات المناخية لـمعان، الأردن (المعدلات الطبيعية 1961-1990، والظروف المتطرفة 1923-1993) | البيانات المناخية لـمعان، الأردن (المعدلات الطبيعية 1961-1990، والظروف المتطرفة 1923-1993) | البيانات المناخية لـمعان، الأردن (المعدلات الطبيعية 1961-1990، والظروف المتطرفة 1923-1993) | البيانات المناخية لـمعان، الأردن (المعدلات الطبيعية 1961-1990، والظروف المتطرفة 1923-1993) | البيانات المناخية لـمعان، الأردن (المعدلات الطبيعية 1961-1990، والظروف المتطرفة 1923-1993) | البيانات المناخية لـمعان، الأردن (المعدلات الطبيعية 1961-1990، والظروف المتطرفة 1923-1993) | البيانات المناخية لـمعان، الأردن (المعدلات الطبيعية 1961-1990، والظروف المتطرفة 1923-1993) | البيانات المناخية لـمعان، الأردن (المعدلات الطبيعية 1961-1990، والظروف المتطرفة 1923-1993) | البيانات المناخية لـمعان، الأردن (المعدلات الطبيعية 1961-1990، والظروف المتطرفة 1923-1993) | البيانات المناخية لـمعان، الأردن (المعدلات الطبيعية 1961-1990، والظروف المتطرفة 1923-1993) | البيانات المناخية لـمعان، الأردن (المعدلات الطبيعية 1961-1990، والظروف المتطرفة 1923-1993) | البيانات المناخية لـمعان، الأردن (المعدلات الطبيعية 1961-1990، والظروف المتطرفة 1923-1993) | البيانات المناخية لـمعان، الأردن (المعدلات الطبيعية 1961-1990، والظروف المتطرفة 1923-1993) |
| الشهر                                                                                      | يناير                                                                                      | فبراير                                                                                     | مارس                                                                                       | أبريل                                                                                      | مايو                                                                                       | يونيو                                                                                      | يوليو                                                                                      | أغسطس                                                                                      | سبتمبر                                                                                     | أكتوبر                                                                                     | نوفمبر                                                                                     | ديسمبر                                                                                     | المعدل السنوي                                                                              |
| ------------------------------------------------------------------------------------------ | ------------------------------------------------------------------------------------------ | ------------------------------------------------------------------------------------------ | ------------------------------------------------------------------------------------------ | ------------------------------------------------------------------------------------------ | ------------------------------------------------------------------------------------------ | ------------------------------------------------------------------------------------------ | ------------------------------------------------------------------------------------------ | ------------------------------------------------------------------------------------------ | ------------------------------------------------------------------------------------------ | ------------------------------------------------------------------------------------------ | ------------------------------------------------------------------------------------------ | ------------------------------------------------------------------------------------------ | ------------------------------------------------------------------------------------------ |
| الدرجة القصوى °م (°ف)                                                                      | 27.7 (81.9)                                                                                | 30.6 (87.1)                                                                                | 33.4 (92.1)                                                                                | 39.3 (102.7)                                                                               | 39.6 (103.3)                                                                               | 42.5 (108.5)                                                                               | 42.2 (108.0)                                                                               | 42.3 (108.1)                                                                               | 40.0 (104.0)                                                                               | 36.1 (97.0)                                                                                | 31.4 (88.5)                                                                                | 28.0 (82.4)                                                                                | 42.5 (108.5)                                                                               |
| متوسط درجة الحرارة الكبرى °م (°ف)                                                          | 13.4 (56.1)                                                                                | 15.4 (59.7)                                                                                | 19.0 (66.2)                                                                                | 24.2 (75.6)                                                                                | 28.7 (83.7)                                                                                | 32.4 (90.3)                                                                                | 33.9 (93.0)                                                                                | 34.1 (93.4)                                                                                | 32.3 (90.1)                                                                                | 27.2 (81.0)                                                                                | 20.3 (68.5)                                                                                | 15.1 (59.2)                                                                                | 24.7 (76.5)                                                                                |
| المتوسط اليومي °م (°ف)                                                                     | 7.5 (45.5)                                                                                 | 9.1 (48.4)                                                                                 | 12.2 (54.0)                                                                                | 16.9 (62.4)                                                                                | 20.8 (69.4)                                                                                | 24.0 (75.2)                                                                                | 25.5 (77.9)                                                                                | 25.6 (78.1)                                                                                | 23.8 (74.8)                                                                                | 19.5 (67.1)                                                                                | 13.5 (56.3)                                                                                | 9.0 (48.2)                                                                                 | 17.3 (63.1)                                                                                |
| متوسط درجة الحرارة الصغرى °م (°ف)                                                          | 1.6 (34.9)                                                                                 | 2.8 (37.0)                                                                                 | 5.3 (41.5)                                                                                 | 9.5 (49.1)                                                                                 | 13.0 (55.4)                                                                                | 15.6 (60.1)                                                                                | 17.2 (63.0)                                                                                | 17.2 (63.0)                                                                                | 15.4 (59.7)                                                                                | 11.7 (53.1)                                                                                | 6.8 (44.2)                                                                                 | 3.0 (37.4)                                                                                 | 9.9 (49.8)                                                                                 |
| أدنى درجة حرارة °م (°ف)                                                                    | −6.6 (20.1)                                                                                | −8.4 (16.9)                                                                                | −5.6 (21.9)                                                                                | −1.4 (29.5)                                                                                | 4.4 (39.9)                                                                                 | 8.5 (47.3)                                                                                 | 10.0 (50.0)                                                                                | 12.2 (54.0)                                                                                | 7.4 (45.3)                                                                                 | 3.3 (37.9)                                                                                 | −3.0 (26.6)                                                                                | −6.5 (20.3)                                                                                | −8.4 (16.9)                                                                                |
| الهطول مم (إنش)                                                                            | 7.1 (0.28)                                                                                 | 7.3 (0.29)                                                                                 | 6.9 (0.27)                                                                                 | 3.6 (0.14)                                                                                 | 2.0 (0.08)                                                                                 | 0.0 (0.0)                                                                                  | 0.0 (0.0)                                                                                  | 0.0 (0.0)                                                                                  | 0.2 (0.01)                                                                                 | 3.8 (0.15)                                                                                 | 4.3 (0.17)                                                                                 | 7.5 (0.30)                                                                                 | 42.7 (1.68)                                                                                |
| متوسط أيام هطول الأمطار (≥ 1.0 mm)                                                         | 1.9                                                                                        | 1.4                                                                                        | 1.7                                                                                        | 0.8                                                                                        | 0.3                                                                                        | 0.0                                                                                        | 0.0                                                                                        | 0.0                                                                                        | 0.1                                                                                        | 0.6                                                                                        | 0.7                                                                                        | 1.8                                                                                        | 9.3                                                                                        |
| متوسط الأيام المثلجة                                                                       | 0.6                                                                                        | 0.4                                                                                        | 0.3                                                                                        | 0.0                                                                                        | 0.0                                                                                        | 0.0                                                                                        | 0.0                                                                                        | 0.0                                                                                        | 0.0                                                                                        | 0.0                                                                                        | 0.0                                                                                        | 0.2                                                                                        | 1.5                                                                                        |
| متوسط الرطوبة النسبية (%)                                                                  | 62                                                                                         | 59                                                                                         | 52                                                                                         | 44                                                                                         | 39                                                                                         | 39                                                                                         | 41                                                                                         | 42                                                                                         | 43                                                                                         | 47                                                                                         | 55                                                                                         | 63                                                                                         | 49                                                                                         |
| ساعات سطوع الشمس الشهرية                                                                   | 229.4                                                                                      | 226.8                                                                                      | 263.5                                                                                      | 270.0                                                                                      | 322.4                                                                                      | 369.0                                                                                      | 384.4                                                                                      | 365.8                                                                                      | 318.0                                                                                      | 291.4                                                                                      | 246.0                                                                                      | 223.2                                                                                      | 3٬509٫9                                                                                    |
| نسبة وصول أشعة الشمس                                                                       | 72                                                                                         | 74                                                                                         | 72                                                                                         | 71                                                                                         | 77                                                                                         | 88                                                                                         | 90                                                                                         | 90                                                                                         | 87                                                                                         | 84                                                                                         | 78                                                                                         | 71                                                                                         | 80                                                                                         |
| المصدر #1: NOAA                                                                            |                                                                                            |                                                                                            |                                                                                            |                                                                                            |                                                                                            |                                                                                            |                                                                                            |                                                                                            |                                                                                            |                                                                                            |                                                                                            |                                                                                            |                                                                                            |
| المصدر #2: الأرصاد الجوية الألمانية (extremes, humidity 1973-1993)                         |                                                                                            |                                                                                            |                                                                                            |                                                                                            |                                                                                            |                                                                                            |                                                                                            |                                                                                            |                                                                                            |                                                                                            |                                                                                            |                                                                                            |                                                                                            |

## من أقوال الرحالة
لعب موقع معان دوراً بارزاً في أهميتها خاصة وأنها همزة الوصل بين الجزيرة وبلاد الشام فلذلك كانت معبراً للقوافل القادمة من الجزيرة والعابرة إليها، وكان لا بد من الوقوف فيها وخلال عمر معان زارها الكثيرون من الرحالة والأجانب وهنا سنذكر بعض مقتطفات من أقوالهم :
جورج أوغست فالين ـ 1845 م :
ومعان الحالية من أكبر البلدان في طريق الحج السوري فيها مايتا عائلة تقريباً تنحدر من سبعة بطون، وهم أقوياء البنية سوريو الملامح وهذه القوة المحاربة تبعث في نفوس أهل معان الثقة وتجعلهم يفرضون الخاوة فينتج عن ذلك توطيد صلتهم بالبدو حتى صارت هذه الصلة وثيقة، ويقدر البدو رجولة سكان معان وشجاعتهم ويرونهم أهلاً لهذا التقدير أكثر من أهالي القرى المجاورة، ومما قاله أيضاً ((وهنا تزرع أشجار مثمرة أهمها الرومان المشهور بأنه أطيب مما تنبت الأرض)).
الشاب السويسري بيركهارت 1812 م :
إلا أنه من المرجح ان أهالي معان يعتبرون بلدتهم مركزاً امامياً للمدينة المنورة فانهم مكرسون انفسهم لدراسة القرآن بلهفه زائده.
معان بلد الأحرار
ولعبت مدينة معان دورا أساسسيا وهاما في تغيير أحداث المنطقة حيث من هناك انطلقت الثورة العربية الكبرى، ----

## المواقع التاريخية والطبيعية
• قلعة معان ((السرايا)):

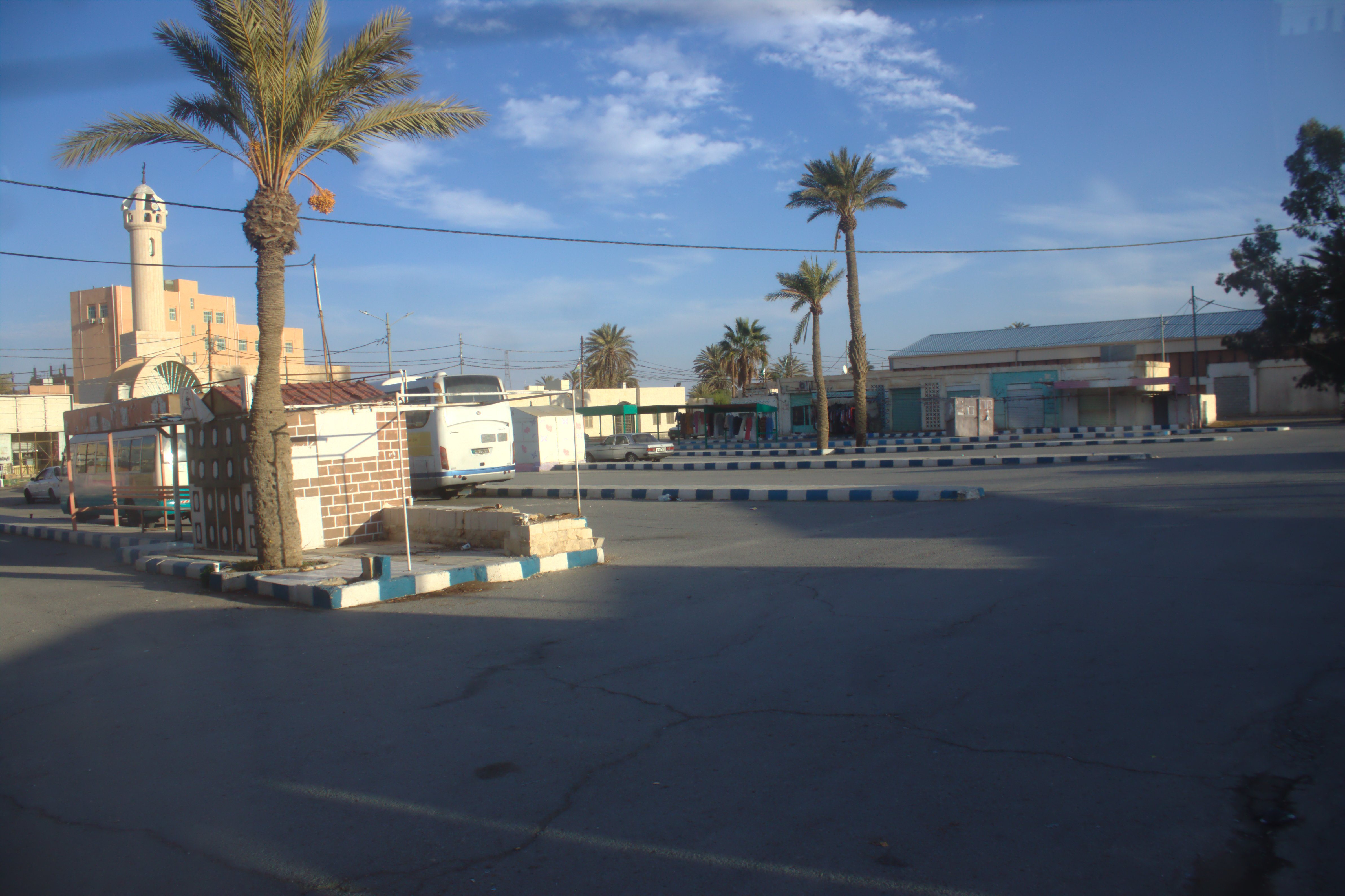
محطة الباصات في معان

من آثار الدولة العثمانية الباقية حتى الآن، تم إنشاؤها عام 1566 م. زمن السلطان سليمان القانوني بأبعاد (24 * 22)متر، يتبع لها بركة كبيرة استغلت لتجميع المياه وجاء بناؤها لتلبي حاجه الحجاج ولإتخاذها مقراً للجنود العثمانيين.
• بركة الحمام:
خربة غسانية على بعد 2 كم. شرقي معان وفيها يمكن مشاهدة بقايا أبنية تقع على تلة صغيرة تتناثر فوقها قطع الزجاج والفخار، بالقرب منها تقع بركة الحمام وهي بركة مربعة الشكل طول ضلعها 70 متر بعمق 7 أمتار استعملت لتجميع المياه القادمة من الشراة عبر قنوات لا تزال ماثلة للعيان لري المناطق المزروعة حيث يروى أن المنطقة كانت مزروعة بأصناف كثيرة من الخضار والفواكه.
• قصر الملك عبد الله:
يقع القصر على بعد 3 كم. جنوب معان حيث يعد من أهم المواقع الأثرية بعد أن اتخذه الأمير عبد الله مقراً له خلال قدومه من الحجاز في 21/11/1920 م. وقد اتخذت فيه قرارات كانت الحجر الأساس في بناء الأردن الحديث، وقد تم تحويله الآن إلى متحف.
• القناطر :
إلى الجنوب من معان بنيت القناطر على شكل أقواس من الحجارة يكتنفها الظلام وكانت تشكل منظراً رائعاً حيث يسير المارة فيها بطول 500 م.لا يرون الشمس وفجأه تطل عليهم السرايا (قلعة معان العثمانية)، قامت البلدية بإزالتها في مطلع السبعينات مما أفقد معان أجمل آثارها العثمانية وأصبحت أثراً بعد عين !!!!
• قصر البنت :
يقع على بعد 3 كم إلى الشرق من معان تشير الدلائل إلى أنه أموي وواحد من القصور التي شيدوها في الصحراء الأردنية، تم بناؤه على شكل مربع واستعملت فيه بعض العقود يشغل مساحة 12 * 15 م. بقي جاثماً إلى أواخر السبعينات حيث هدم وأخرجت الحجارة الكبيرة ويعود ذلك إلى ظن الناس بوجود ذهب فيه !
• بساتين معان الحجازية والشامية :
تقع بساتين معان الحجازية في الجنوب من مدينة معان وتقع بساتين الشامية في المنطقة الشمالية منها، تعتمد البساتين على المياه المروية وتشكل المتنفس الوحيد لأبناء معان وتشتهر بالرمان والتين والقرايس والمشمش.
وكما يقول المعماري الأردني عمار خماش (Ammar Khammash) "إن بساتين معان تعتبر المثال الأردني الوحيد لعمارة الواحات في شبه الجزيرة العربية. بعبارة أخرى ، هو أندر بكثير من المدرجات الرومانية والكنائس البيزنطية والمواقع الأثرية المنتشرة في كثير من الأماكن. ويلقي هذا المقال الضوء على هذا المعلم الأردني الفريد.
الينابيع والعيون والآبار في معان
• الطاحونة :
بئر ماء يقع إلى الغرب من معان وعلى بعد 4 كم يمتاز بغزارة مياهه، وقد عملت بلدية معان على توسيعه وصيانته بما يتلائم مع حجم السكان وحاجتهم للمياه.
• نبعة الضواوي :
سميت بهذا الاسم لشدة صفائها، حيث يقولون أنها (تضوي ضوي) تقع في الجهة الغربية من معان وعلى بعد 1 كم، تتصف بغزارة المياه ويقال أنها نبعة رومانية، تمت عدة عمليات صيانة لها وعلى فترات، وبقيت تغذي بساتين معان الحجازية إلى عام 1966 عندما حدث (السيل)، وإلى الآن لم تتم عملية صيانة لها.
• عين سويلم :
سُمّيت بهذا الاسم نسبة إلى المهندس الذي أشرف على عملية فتحها من قبل الدولة العثمانية، تقع في الجهة الجنوبية من معان ولا تزال لغاية الآن تروي بساتين معان الحجازية. وتقع أسفل بيت الشيخ دوينع سعد الخوالدة آل خطاب
• النجاصة :
سميت بهذا الاسم لأنها تشكل حبة إجاص في قاع صخرة وهي قديمة جداً لا يعرف لها تاريخ، وقد ذكرها الرحالة جورج فالين خلال زيارته لمعان بقوله : (أنها تروي عدة بساتين).
• الغدير :
يقع في معان الشامية إلى الشمال من معان، سمي بهذا الاسم لأن المياه تغدر فيه قبل أن تنساب إلى البساتين، يبلغ طوله 12م *8م بعمق 3م.
- بئر المزراب :

يقع في منطقه معان الشامية، يصب في بركه المزراب، يروي بساتين الشامية.
- بئر الخماسي :

يقع في منطقة الشامية، يمتاز بغزارة المياه كونه يقع في منطقة منخفضة للغاية، تعطل منذ السيل 1966.

## الثقافة

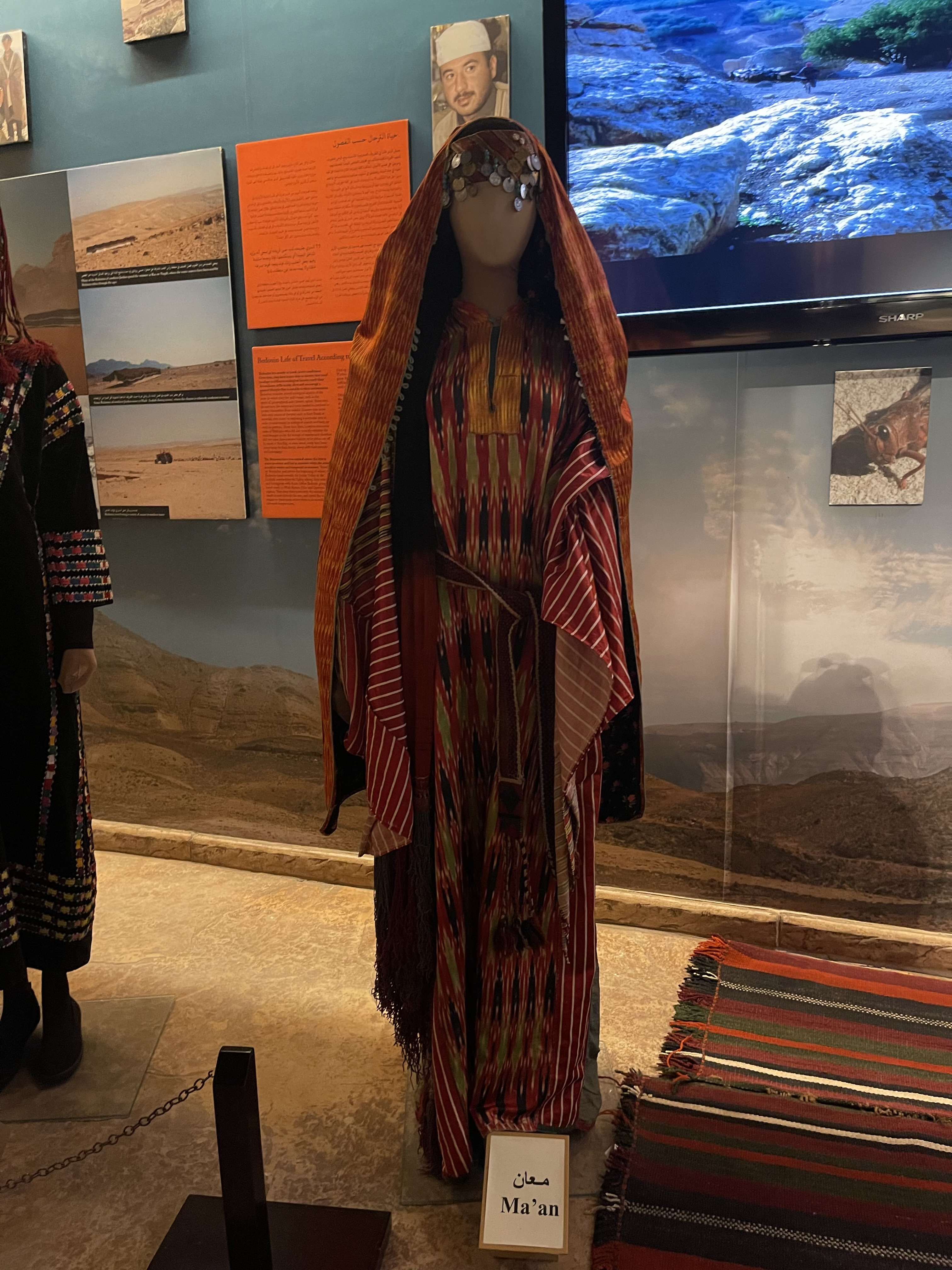
الزي التقليدي لنساء مدينة معان

### الفلكلور والأصالة
لكل مدينة فلكلورها الخاص المميز، فمعان غناء بهذا الفلكلور الأصيل المتوارث عن الآباء والأجداد. ففي مطلع الثمانينات ظهرت فرقة معان الفنية للتراث الشعبي حيث أخذت على عاتقها نشر الأصيل من تراثنا الخالد، وبحق كانت وما زالت سفيراً رائعاً للأردن عامة ومعان خاصة، إذ أن الشباب استطاع أن يؤدي الفلكلور على ما هو عليه دون زجه في صخب اليوم، وبذلك كان أداء مميز يعكس الصورة الحقيقية التي يتمتع بها أبناء معان من تفهم للفلكلور.

### السحجة
الملكة المتوجة في الرقصات الشعبية في معان، خاصة وأن من يؤدونها هم من كبار السن وحفظة الشعر ولا يقومون بتأديتها إلا في آخر السهرة ليكون ختامها مسكاً. ويؤدونها كالتالي:
يقف الرجال يشكلون فريقين بمحاذاة بعضهم يقول الفريق الأول صدر البيت ويرد عليهم الفريق الثاني بعجز البيت ويكون الأداء بطيئاً يرفقه حركات إيقاعيه من القدمين واليدين وعندما تشتد الحركات الإيقاعية يقوم أحد المؤدين بدور الحاشي (الذي يشجع على السحجة ويقوم بحركات سريعة غالباً ما يرافقها السيف) وهناك التسعاوية بكل ما تتمتع به من حركات إيقاعية متقنة، وتنفيذ الشرقية والدحيه.
ما قاله الشعراء في معان
- حسان بن ثابت :

- عبد الله بن رواحة:

- جميل بثينة:

- أبو العلاء المعري :

- درويش أبو درويش :

- منير عجاج:

- عبد الغني النابلسي :

- مصطفى وهبي التل:

- يوسف محيي الدين أبو هلالة :

- يوسف العظم :

## المطبخ المعاني
تتميز منطقة معان بعدّة أطباق خاصة، إضافة للأطباق المعروفة في المطبخ الأردني عموماً، كالمنسف، منها:
- الرز الحامض: عبارة عن رز وبصل بالسمن البلدي وغالباً يقدمونه في الأعياد والمناسبات.
- المجللة: عبارة عن خبز خاص يسمى (خبز مجللة) المهروس جيداً ومنها ما يُطبخ بالسمن البلدي والطماطم ومنها بالسمن البلدي واللبن الجميد البلدي وغالباً ما يقدم في الأعياد والمناسبات مع الزر الحامض.